# Bierné
Ne doit pas être confondu avec Bierne.
Bierné est une commune déléguée française, située dans le département de la Mayenne en région Pays de la Loire, peuplée de 685 habitants. Bierné est le siège de la commune nouvelle de Bierné-les-Villages née le 1er Janvier 2019 de la fusion avec Argenton-Notre-Dame, Saint-Michel-de-Feins et Saint-Laurent-des-Mortiers le 1er janvier 2019.
La commune fait partie de la province historique de l'Anjou (Haut-Anjou).

## Géographie

### Situation et topographie
Le village est situé à 13 kilomètres environ, par la route, de Château-Gontier, à 20 kilomètres de Sablé-sur-Sarthe, à 40 kilomètres de Laval et d'Angers.
La commune est traversée par plusieurs cours d'eau : Le ruisseau de la Rabellière, limite la commune avec celle de Gennes-sur-Glaize et se jette dans le ruisseau du Vaugilmet qui avec le ruisseau de la Pierre en provenance du bois de la Haie-d'Anjou forme le Béron. À l'ouest, traversant la route de Châtelain on retrouve un autre affluent du Béron, le ruisseau de la Poirie. Le Béron se jette dans la Mayenne au lieu-dit de Formusson à Daon.
Le ruisseau de la Brosse au sud-est de la commune et le ruisseau de Morton à l'est sont des affluents de la Sarthe.
Le point culminant de Bierné se trouve au lieu-dit le Bourgneuf au nord-est de la commune, à 101 m d'altitude. Le point le plus bas est à 51 m d'altitude à la sortie du Béron du territoire.

### Géologie

Carte géologique de l'ouest de la France.

La commune repose sur une assise géologique de roches sédimentaires du Massif armoricain, on peut distinguer trois zones : 
- le bas du village repose sur une zone de grauwacke de formation ;
- une zone silto-gréseuse, carbonatée au sommet qui encercle le village ;
- le reste de la commune qui repose sur une zone de formation des siltstones.

## Toponymie
En 1177, la commune porte le nom de Biarneium, Byerné en 1433 puis Biarné en 1774.

## Histoire

### Moyen Âge et Renaissance

La sénéchaussée de Château-Gontier en Anjou au XVIIIe siècle.

Bierné serait apparu il y a environ 1 000 ans avec la construction au XIe siècle de l'église Saint-Pierre et d'une motte féodale situé au lieu-dit le Douet-Sauvage qui appartenait à la seigneurie Douet-Sauvage,.
Le village était divisé en une multitude de seigneuries comme Douet-Sauvage, la Grenonnière, Port Joie appartenant au seigneur de Daon, la Balayère fief de Pierre d'Anjou, les Poiriers et le Plessis-Bourel. Au début du XVIIe siècle, le bourg appartient au seigneur du Plessis-Bourel, René de Montesson qui vend l'ensemble de sa seigneurie en 1640 à la famille de Chivré, marquis de la Barre de Bierné.
Le Port route de Châtelain, était un clos appartenant au moine de L'abbaye du Port-Ringeard à Entrammes, on y cultivait des vignes.
La Motte-de-Vaux était une terre noble appartenant à la famille de Jean Bourré.
La commune appartenait au comté d'Anjou et à la sénéchaussée de Château-Gontier dépendante de la sénéchaussée principale d'Angers depuis le Moyen Âge jusqu'à la Révolution française.
Les premières traces d'une école à Bierné remonte à 1641.

### XVIIIeetXIXesiècles
Jusqu'à la moitié du XVIIIe siècle, on cultivait la vigne pour produire du vin.
Au XVIIIe siècle la famille du marquis de Torcy fait l'acquisition du château de la Barre par le biais de Jean-Baptiste Colbert ; il fait ériger le marquisat en comté de la Barre-de-Bierné.
En 1790, la sénéchaussée de Château-Gontier est dissoute et voit la création du département de la Mayenne et du canton de Bierné un peu plus tard.
Bierné fut au cœur de la bataille entre Républicains et Chouans. Ces derniers qui avaient élu domicile au château de la Barre ont incendié l'église et fusillé treize habitants.
Bierné possédait plusieurs moulins à vent, dont le moulin Bossard et le moulin Neuf ainsi qu'un moulin à eau sur le Béron situé au Plessis-Bourel. De nombreux services existaient comme : le bureau de poste, le télégraphe(chef-lieu de perception), justice de paix, notaires et huissiers ainsi qu'une brigade de gendarmerie à cheval.
Le village n'est pas victime de l'invasion prussienne de 1870 mais sept de ces citoyens périrent au front.

### XXesiècle
Durant la Première Guerre mondiale, quarante-sept villageois perdent la vie.
Pendant la Seconde Guerre mondiale, un comité local d'aide aux prisonniers sera créé pour envoyer des denrées alimentaires aux engagés originaires du village fait prisonniers par l'Axe. Durant le conflit, le village doit faire face aux réfugiés fuyant la guerre, ils seront 180 000 en Mayenne provenant du nord et de l'est de la France mais également de Belgique. Le 19 juin 1940, Bierné est occupée par les troupes allemandes qui séjournent dans les deux hôtels de la commune.
Plus tard, le village connaîtra les horreurs de la Shoah par la déportation de la famille Szicberg, commerçants ambulants déclarés à Bierné. Durant l'Occupation, de nombreux habitants participent au conflit, dans la Résistance comme la famille Legendre, François Pagis, André Boudon et Guy Bichot qui participera à des sabotages avec les frères Bodinier. Ces deux frères comme Geoges Fournier, Léon Soyer et Roland Tonscard s'engageront dans la France libre et participeront à la Libération. Bierné sera libérée de l'occupation nazie le 7 août 1944.
Le 1er janvier 2000, Bierné et vingt-quatre autres communes créent la communauté de communes du Pays de Château-Gontier.

### XXIesiècle
En septembre 2001, le village accueille le Concours national du labour qui voit défiler 60 000 visiteurs.
En juin 2012, la commune accueille le premier ministre Jean-Marc Ayrault durant la campagne des législatives.
Le préfet de la Mayenne approuve le 14 novembre 2018 la fusion des communes d'Argenton-Notre-Dame, Saint-Michel-de-Feins, Saint-Laurent-des-Mortiers et Bierné pour créer la commune de Bierné-les-Villages le 1er janvier 2019.

## Politique et administration

### Administration municipale

#### Administration actuelle
Depuis le 1er janvier 2019 Bierné constitue une commune déléguée au sein de la commune nouvelle de Bierné-les-Villages, et dispose d'un maire délégué.
| Période      | Période  | Identité                 | Étiquette | Qualité                                    |
| ------------ | -------- | ------------------------ | --------- | ------------------------------------------ |
| janvier 2019 | En cours | Marie-Noëlle Tribondeau. | DVG-PS    | Agricultrice, Maire de Bierné-les-Villages |

#### Administration ancienne
| Période   | Période       | Identité                | Étiquette             | Qualité |
| --------- | ------------- | ----------------------- | --------------------- | --- |
| 1800      | 1803          | Maurice Chapillon       |                       | Meunier |
| 1804      | 1813          | Antoine Toqué           |                       | |
| 1813      | 1826          | Joseph Meslay           |                       | |
| 1816      | 1816          | Louis de Bonchamps      |                       | |
| 1816      | 1827          | Charles Vannier         |                       | |
| 1828      | 1846          | Jean Guitter            |                       | |
| 1846      | 1848          | Louis Abafour           |                       | |
| 1848      | 1854          | Auguste Bondu           |                       | Médecin |
| 1854      | 1884          | Alfred Pichot           |                       | |
| 1884      | 1896          | Mathieu Legenty         |                       | |
| 1896      | 1904          | Auguste Toqué           |                       | |
| 1904      | 1908          | Pierre Gouault          |                       | |
| 1908      | 1925          | Alfred de Chivré        |                       | Capitaine-commandant dans le régiment de dragons, conseiller d'arrondissement du canton de Bierné, chevalier de la Légion d'honneur |
| 1925      | 1926          | Henry Boivin            |                       | Cultivateur et régisseur |
| 1926      | 1947          | Pierre Davost           | Républicain de gauche | Marchand de grain et boulanger, conseiller d'arrondissement du canton de Bierné                                                     |
| 1947      | 1959          | Jules Tribondeau        |                       | Agriculteur |
| 1959      | 1981          | André Martin            |                       | |
| 1981      | 2001          | Robert Rousselet        | SE                    | Agriculteur, officier du mérite agricole                                                                                            |
| mars 2001 | décembre 2018 | Marie-Noëlle Tribondeau | DVG-PS                | Agricultrice |

### Politique de développement durable et décision
La commune a engagé une politique de développement durable en lançant une démarche d'Agenda 21 en 2012, en arrêtant l'utilisation des produits phytosanitaires et en incorporant des produits locaux et ou bio dans les repas de la cantine scolaire.
En septembre 2015, le conseil municipal de Bierné se propose comme volontaire à l’accueil de réfugiés de guerre. Une famille fuyant la guerre en Syrie est accueillie en avril 2017,.

### Enseignement
Depuis septembre 2023 la commune ne possède plus qu'une école, l'école publique Marcel-Aymé. L'école privé Sainte-Famille ayant été fermé par le diocèse à la fin de l'année scolaire 2022-2023 par manque d'élèves inscrits.

## Démographie

### Évolution démographique
En 2021, la commune comptait 685 habitants. Depuis 2004, les enquêtes de recensement dans les communes de moins de 10 000 habitants ont lieu tous les cinq ans (en 2005, 2010, 2015, etc. pour Bierné) et les chiffres de population municipale légale des autres années sont des estimations.
| 1793 | 1800 | 1806 | 1821  | 1831  | 1836  | 1841  | 1846  | 1851  |
| ---- | ---- | ---- | ----- | ----- | ----- | ----- | ----- | ----- |
| 945  | 810  | 911  | 1 040 | 1 021 | 1 076 | 1 105 | 1 167 | 1 146 |

| 1856  | 1861  | 1866  | 1872 | 1876 | 1881  | 1886  | 1891  | 1896 |
| ----- | ----- | ----- | ---- | ---- | ----- | ----- | ----- | ---- |
| 1 163 | 1 108 | 1 036 | 963  | 978  | 1 045 | 1 034 | 1 026 | 984  |

| 1901 | 1906 | 1911 | 1921 | 1926 | 1931 | 1936 | 1946 | 1954 |
| ---- | ---- | ---- | ---- | ---- | ---- | ---- | ---- | ---- |
| 927  | 877  | 922  | 840  | 843  | 800  | 795  | 759  | 784  |

| 1962 | 1968 | 1975 | 1982 | 1990 | 1999 | 2005 | 2010 | 2015 |
| ---- | ---- | ---- | ---- | ---- | ---- | ---- | ---- | ---- |
| 816  | 758  | 664  | 604  | 630  | 633  | 664  | 673  | 681  |

| 2018 | - | - | - | - | - | - | - | - |
| ---- | - | - | - | - | - | - | - | - |
| 678  | - | - | - | - | - | - | - | - |

### Pyramide des âges
La répartition de la population de la commune par tranches d'âge est, en 2015, la suivante :
- 48,75 % d’hommes (0 à 14 ans = 21,5 %, 15 à 29 ans = 18,3 %, 30 à 44 ans = 17,8 %, 45 à 59 ans = 16,9 %, 60 à 74 ans = 16,6 %, 75 à 89 ans = 8,9 %, 90 ans et plus = 0 %) ;
- 51,25 % de femmes (0 à 14 ans = 23,5 %, 15 à 29 ans = 15,1 %, 30 à 44 ans = 16,3 %, 45 à 59 ans = 19,6 %, 60 à 74 ans = 16,0 %, 75 à 89 ans = 9 %, 90 ans et plus = 0,6 %).

| Hommes | Classe d’âge | Femmes |
| ------ | ------------ | ------ |
| 0      | 90 ans ou +  | 0,6    |
| 8,9    | 75 à 89 ans  | 9      |
| 16,6   | 60 à 74 ans  | 16     |
| 16,9   | 45 à 59 ans  | 19,6   |
| 17,8   | 30 à 44 ans  | 16,3   |
| 18,3   | 15 à 29 ans  | 15,1   |
| 21,5   | 0 à 14 ans   | 23,5   |

## Économie
La commune possède une zone artisanale route de Châtelain. Bierné compte de nombreux commerces comme une épicerie, une boulangerie, un café, un cabinet vétérinaire, un garagiste…

### Chômage
En 2010, le taux de chômage était de 8,1 %.
En 2015, le taux de chômage était de 10,5 %.

### Revenus de la population
En 2015, le revenu fiscal médian par ménage était de 18 070 €.

## Lieux et monuments
- Le  château de la Barre, propriété de Jacques de Chivré dont l'épouse Cécile de Monceau était dame d'honneur de Catherine de Bourbon, sœur du roi Henri IV[44] puis à Jean-Baptiste Colbert qui fut comte de La Barre[45] au XVIIIe siècle pour redevenir la propriété de la famille de Chivré. Le château fut également un point de repère pour les Chouans.
- Église Saint-Pierre, bâtie au XIe siècle.
- Motte féodale de la seigneurie de Douet-Sauvage construite au XIIe siècle.

## Activité, manifestations et mouvements associatifs

### Association
La commune compte de nombreuses associations telles que Génération Mouvement, l'harmonie de Bierné, l'amicale des sapeurs pompiers (formée par les pompiers volontaires de la caserne de Bierné), l'union des commerçants…

### Manifestation
Tous les ans, le dernier weekend de juin, organisée par les associations de la commune, a lieu la foire communale. Ces associations organisent dans l'année de nombreux évènements, comme la fête de la musique.

### Culture
La commune possède une bibliothèque située rue du Prieuré. Tout au long de l’année, la bibliothèque propose des animations : lecture de contes, expositions, clubs de lectures, rencontres avec des auteurs…

### Sport
La commune possède une salle multi-sport appelée espace des Brétignolles ainsi que de nombreux clubs sportifs :
- Bierné-Gennes Football Club (BGFC) ;
- Étoile sportive de Bierné, club de basket ;
- Groupe de randonnées pédestres ;
- Écurie du Plessis, club équestre.

### Label
La commune est une ville fleurie (deux fleurs) au concours des villes et villages fleuris.

## Personnalités liées à la commune
- Guy Poitevin (1934 à Bierné - 2004), docteur en sociologie, chercheur.